# 承香殿
承香殿，為平安御所內的後宮七殿五舍之一。
在內裡中位於南邊的位置，仁壽殿的北方，清涼殿的東北方，綾綺殿的西北方，常寧殿的南方，弘徽殿的東南方，麗景殿的西南方，是天皇所寵愛之女御的住所。